# تیمچه ناسار
تیمچه ناسار مربوط به دوره قاجار است و در سمنان، راسته بازار اصلی و قدیمی در جنوب شرقی تکیه ناسار واقع شده و این اثر در تاریخ ۲۵ اسفند ۱۳۸۰ با شمارهٔ ثبت ۵۶۵۶ به‌عنوان یکی از آثار ملی ایران به ثبت رسیده است.